# Mannelijk naakt in de Griekse kunst
Een  opvallend kenmerk van de Oud-Griekse kunst doorheen de tijden is de verheerlijking van het mannelijk naakt. Dit gegeven wordt weleens in verband gebracht met de vrij tolerante houding van de oude Grieken tegenover homoseksualiteit (vandaar de ironische term “Griekse beginselen”), maar de werkelijkheid is wel heel wat complexer. Al kan men in de behandeling van het mannelijk naakt in de Griekse kunst de onderliggende homo-erotische geladenheid vaak nauwelijks ontkennen, toch heeft het in oorsprong weinig met seksuele prikkels te maken.

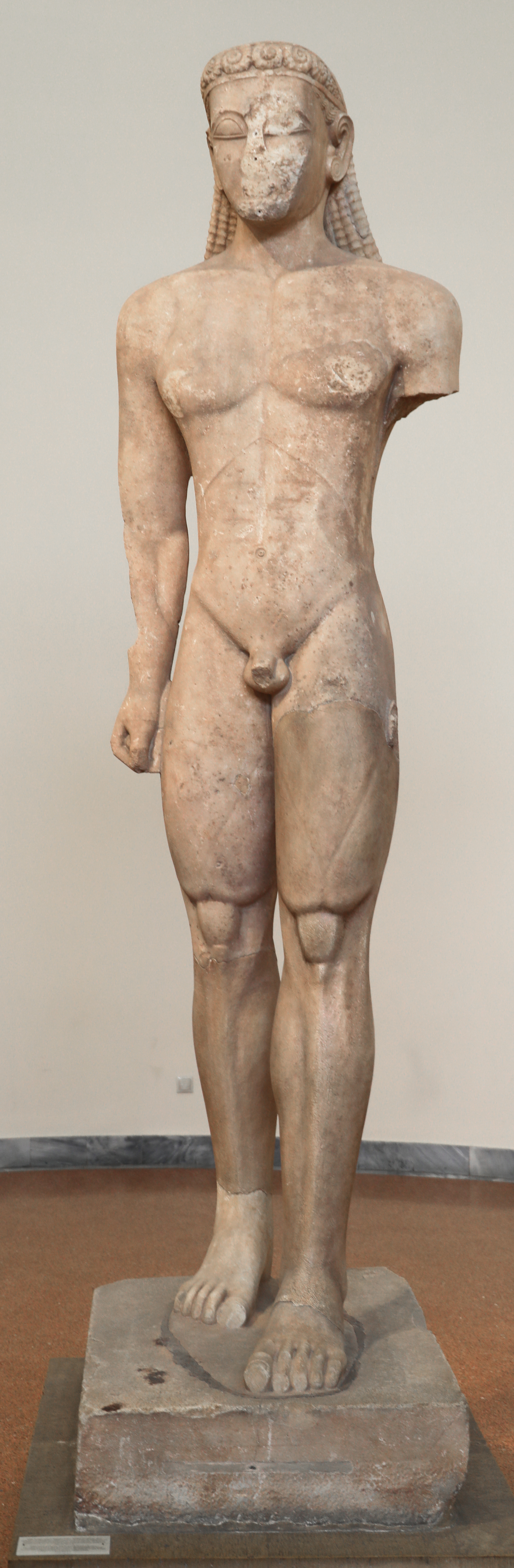
Kouros in het Nationaal Archeologisch Museum, Athene

De uitbeelding van het mannelijk naakt houdt verband met een bepaalde visie op en een idealisering van het begrip mens. Het beeld van de naakte jongeman (kouros) in de archaïsche kunst is in zekere zin de visualisering van de niet-tijdsgebonden, ideale, en dus elke vorm van individualiteit missende mens, in zijn jeugdige vitaliteit. Het kourosbeeld, dat gewoonlijk als grafbeeld werd gebruikt, is dus geenszins een portret van de individuele overledene, het wil integendeel de onsterfelijke idee van zijn mens-zijn uitdrukken.
In deze zin is er wel enige verwantschap aantoonbaar met de veel jongere iconenkunst uit de Byzantijnse periode: ook hier heeft het werkstuk geen individuele kenmerken, maar drukt het een eeuwige realiteit uit, behorend tot de wereld van de Ideeën. Deze opvatting vond zijn filosofische rechtvaardiging in de Ideeënleer van Plato.

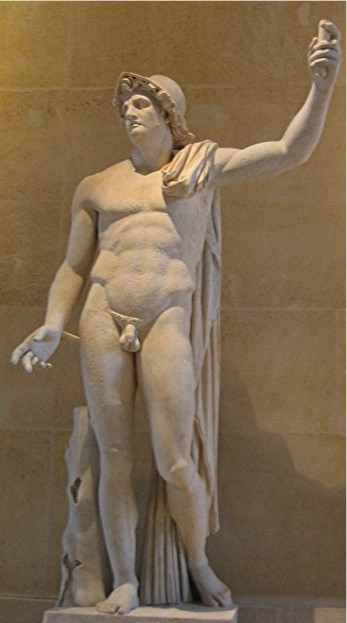
Grieks standbeeld van Alexander de Grote

Eigen aan het Griekse denken is ook de identiteit tussen het Goede en het Schone (de gedachte van de kalokagathia). Met andere woorden: wat innerlijk goed is, is noodzakelijk ook uiterlijk mooi, én omgekeerd. Vandaar dat de ideale mens geen individuele trekjes heeft die zijn onvergankelijke schoonheid eventueel zouden kunnen ontsieren (vb. wrat, dubbele kin, X-benen, ...). Dit is dus niet het gevolg van enig technische onvermogen van de Griekse kunstenaars om anatomische details weer te geven.
Het feit dat de Griekse kunstenaars oorspronkelijk enkel mannen, en dan nog wel jeugdige, naakt uitbeelden, heeft óók te maken met de Griekse visie op de mens. De oude Grieken vonden dat enkel de man helemaal mens is. De talrijke geklede vrouwenbeelden (de korè) bewijzen deze visie: de ideale vrouw was een zedige (en dus geklede) vrouw. Maar dat neemt niet weg dat het vrouwenbeeld prikkelend mocht zijn: blijkbaar sprak de nauwsluitende, doorzichtige en als het ware natte kleding (of draperie mouillée), die de vrouwelijke lichaamsvormen duidelijk suggereert en accentueert, meer tot de verbeelding van de Griekse kunstliefhebber dan de ondubbelzinnige naaktheid.
De naaktheid maakte de man (want enkel de man werd als volmaakt mens beschouwd) los uit de banaliteit van het dagelijkse leven, en gaf hem een bovenmenselijke, niet-tijdsgebonden en sacraal-heroïsche dimensie. Dat valt af te leiden uit de praktijkervaring van de 'typen' die naakt werden uitgebeeld: goden, mythologische figuren, doden (zielen), (sneuvelende of gesneuvelde) helden, atleten. Want ook de sport verhief de mens tot de status van halfgoden; misschien is dit een verklaring van het feit dat de Grieken, in tegenstelling tot andere volkeren, naakt aan sport deden.
Pas wanneer de klassieke periode voorbij is, en het streven naar idealisering in de Griekse kunst vervangen wordt door een steeds grotere zin voor realisme, wordt niet alleen het vrouwelijk naakt "ontdekt", maar ook de weergave van de minder "ideale" mannenfiguur (vb. logge spierbundel, de lijdende of oude man, het kind, ...)